# Persistența memoriei

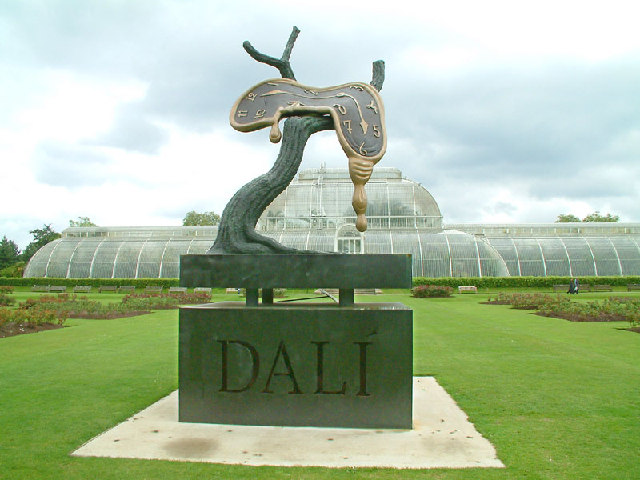
Statuie conținând un element din Persistența memoriei de Salvador Dalí (1931), detaliu după originalul din Museum of Modern Art, New York

Persistența memoriei (în spaniolă La persistencia de la memoria, în catalană La persistència de la memòria) sau Ceasurile topite (în spaniolă Los relojes blandos) este o pictură cunoscută a lui Salvador Dalí ce a fost realizată în anul 1931. Realizată prin tehnica uleiului pe pânză, ea este o pictură suprarealistă și are mărimea 24 x 33 cm.